# Белый лотос (телесериал)
Белый лотос (англ. The White Lotus) — американский комедийно-драматический телесериал режиссера и сценариста Майка Уайта. Премьера сериала состоялась 11 июля 2021 года на канале HBO. Первый сезон, состоящий из шести серий, описывает жизнь персонала и гостей отеля «Белый лотос» на Гавайях, где сериал был снят в конце 2020 года. Главные роли исполнили Мюррей Бартлетт, Конни Бриттон, Дженнифер Кулидж, Александра Даддарио, Джейк Лейси, Сидни Суини, Наташа Ротвелл и Стив Зан.
30 октября 2022 вышел второй сезон, в котором рассказана история другой группы отдыхающих в отеле «Белый лотос» на Сицилии в Италии. Главные роли во втором сезоне исполнили Ф. Мюррей Абрахам, Дженнифер Кулидж, Адам Димарко, Меган Фэйхи, Беатрис Гранно, Джон Грайз, Том Холландер, Сабрина Импаччаторе, Майкл Империоли, Тео Джеймс, Обри Плаза, Хейли Лу Ричардсон, Уилл Шарп, Симона Табаско и Лео Вудалл. В ноябре 2022 года сериал продлили на третий сезон.
Сериал получил высокие оценки критиков и зрителей и удостоился множества наград, включая 15 премий «Эмми», две награды «Золотой глобус», две награды премии Гильдии киноактёров, премию Гильдии продюсеров и сценаристов, а также две номинации на премию Гильдии режиссёров Америки.

## Сюжет
В сериале рассказывается о неделе из жизни отдыхающих, которые приехали в отель «Белый лотос». С каждым днём становится понятно, что на отдых отдыхающие привезли с собой свой непростой характер, а сотрудники отеля от них тоже не отстают.

## Актеры и персонажи

### Сезон 1

#### Главные роли
- Мюррей Бартлетт — Армонд, менеджер отеля «Белый лотос»[5]
- Конни Бриттон — Николь Моссбахер, финансовый директор поисковой системы и жена Марка[5]
- Дженнифер Кулидж — Таня Маккуойд, гостья отеля, мать которой недавно умерла[5]
- Александра Даддарио — Рэйчел, журналистка, недавно вышедшая замуж за Шейна[5]
- Фред Хехингер — Куинн Моссбахер, сын Николь и Марка[5]
- Джейк Лейси — Шейн Паттон, агент по недвижимости и муж Рэйчел[5]
- Бриттани О’Грэйди[англ.] — Паула, подруга Оливии по колледжу[5]
- Наташа Ротуэлл — Белинда, менеджер отеля[5]
- Сидни Суини — Оливия Моссбахер, дочь Николь и Марка, второкурсница колледжа[5]
- Стив Зан — Марк Моссбахер, муж Николь[5]
- Молли Шеннон — Китти, мать Шейна[6]

#### Второстепенные роли
- Лукас Гейдж — Диллон, сотрудник отеля[6]
- Кекоа Скотт Кекумано — Кай, сотрудник отеля, который в отношениях с Паулой[6]
- Алек Мерлино — Хатч, официант в ресторане отеля[7]
- Джон Грайс — Грег, гость отеля, который общается с Таней[6]

#### Приглашеная звезда
- Джолин Парди — Лани, стажер отеля[6]

### Сезон 2

#### Главные роли
- Дженнифер Кулидж — Таня Маккуойд-Хант
- Джон Грайс — Грег Хант, муж Тани
- Майкл Империоли — Доминик Ди Грассо, голливудский продюсер с пристрастием к сексу, отец Алби
- Адам Димарко — Алби Ди Грассо, застенчивый сын Доминика, выпускник Стенфорда
- Ф. Мюррей Абрахам — Берт Ди Грассо, отец Доминика, который хочет узнать о своих итальянских корнях
- Сабрина Импаччиаторе — Валентина, менеджер отеля «Белый лотос» на Сицилии
- Том Холландер — Квентин, богатый англичанин, который путешествует со своими друзьями и племянником
- Тео Джеймс — Кэмерон Салливан, дерзкий менеджер по инвестициям, муж Дафни и друг Итана по колледжу
- Меган Фэйхи — Дафни Салливан, жена Кэмерона, домохозяйка, мать двоих детей
- Обри Плаза — Харпер Спиллер, юрист, жена Итана
- Уилл Шарп — Итан Спиллер, недавно разбогатевший IT-предприниматель, друг Кэмерона по колледжу
- Хейли Лу Ричардсон — Порша, персональная ассистентка Тани Маккуойд
- Лео Вуддал — Джек, англичанин, племянник Квентина
- Беатриче Гранно[англ.] — Миа, подруга Лучии, начинающая певица
- Симона Табаско[англ.] — Лучия Греко, проститутка

#### Приглашеная звезда
- Лора Дерн — Эбби, жена Доминика, которая живёт отдельно

### Сезон 3

#### Главные роли
- Джейсон Айзекс — Тимоти Рэтлифф
- Паркер Поузи — Виктория Рэтлифф
- Патрик Шварценеггер — Саксон Рэтлифф
- Сара Кэтрин Хук — Пайпер Рэтлифф
- Сэм Нивола — Локлан Рэтлифф
- Лесли Бибб — Кейт Бор
- Кэрри Кун — Лори Даффи
- Мишель Монаган — Жаклин Лемон
- Уолтон Гоггинс — Рик Хэчетт
- Эйми Лу Вуд — Челси
- Наташа Ротуэлл — Белинда Линдси
- Патравади Меджутхон
- Джон Грайс — Грег
- Скотт Гленн — Джим Холлингер
- Сэм Рокуэлл — Фрэнк

#### Второстепенные роли
- Лиса Манобан — Мук
- Шарлотта Лебон — Хлоя
- Юрий Колокольников — Влад
- Юлиан Костов — Алексей
- Кристиан Фридель — Фабиан
- Арнас Федаравичюс — Валентин

## Эпизоды
| Сезон | Серии | Серии | Даты показа     | Даты показа     |
| Сезон | Серии | Серии | Первая серия    | Последняя серия |
| ----- | ----- | ----- | --------------- | --------------- |
| 1     | 6     | 6     | 11 июля 2021    | 15 августа 2021 |
| 2     | 7     | 7     | 30 октября 2022 | 11 декабря 2022 |
| 3     | 8     | 8     | 16 февраля 2025 | 6 апреля 2025   |

### Сезон 1 (2021)
| № | Название                | Режиссёр  | Автор сценария | Дата премьеры   |
| --- | ----------------------- | --------- | -------------- | --------------- |
| 1 | «Прилеты»               | Майк Уайт | Майк Уайт      | июль 11, 2021   |
| Шейн Паттон наблюдает, как ящик с человеческими останками грузят в самолет. Семью днями ранее: богатые отдыхающие прибывают на курорт «Белый лотос» на остров Мауи. Их встречают менеджер Армонд и его беременная сотрудница Лани. Молодожены Шейн и Рэйчел прибывают на медовый месяц. Шейн зацикливается на ошибке в бронировании номера, заставляя Рэйчел усомниться в их отношениях. Таня Маккуойд, приехавшая развеять прах своей матери, отчаянно хочет получить массаж, но спа-салон оказывается полностью занят. Вместо этого Белинда, менеджер спа-салона, устраивает с ней персональный церемониальный сеанс. Финансовый директор Николь Моссбахер спорит со своим мужем Марком по поводу его возможного диагноза рака; Марк решает провести время с их сыном Куинном. Их дочь Оливия и ее подруга Пола отдыхают у бассейна и отпускают ехидные замечания в адрес Рэйчел, которая работает журналисткой-фрилансером. У Лани отходят воды, но Армонд не обращает на нее внимание. Лани начинает рожать, пока гости ужинают. Марку звонит его врач, но его отключают, прежде чем он успевает узнать свой диагноз. Рэйчел и Шейн решают забыть о дневной ссоре и продолжить свидание. |                         |           |                |                 |
| 2 | «Новый день»            | Майк Уайт | Майк Уайт      | июль 18, 2021   |
| Марк в восторге, когда его диагноз рака оказывается отрицательным, но затем он узнает от своего дяди, что его отец на самом деле умер от СПИДа и жил двойной жизнью гея. Шейн звонит своей матери, чтобы их турагент сделал выговор Армонду за ошибку бронирования. Рэйчел подумывает взять новое писательское задание, но Шейн настаивает, что ей больше не нужно работать. Рэйчел встречает Николь, которая советует ей сохранять финансовую независимость. Однако, когда Николь узнает, что Рэйчел написала статью, в которой упомянула её, Николь критикует работу Рэйчел, заставляя Рэйчел ещё больше усомниться в своей карьере. После новых упрёков со стороны Шейна Рэйчел бросает свою работу. Оливия и Паула наслаждаются наркотиками на пляже, пока к ним не подходит Таня, и они убегают, забыв сумку с наркотиками Паулы. Сумку передают Армонду, который прячет её и начинает употреблять наркотики из-за накопленного стресса, несмотря на то, что пять лет находился в завязке. Оливия начинает ревновать, когда видит, как Паула флиртует с Каем, сотрудником отеля. Таня приглашает Белинду на ужин и предлагает профинансировать центр красоты и здоровья, идею создания которого рассматривает Белинда. Когда Оливия выгоняет Куинна из гостиничного номера, он решает пойти на пляж, где с трепетом наблюдает за группой китов в океане. |                         |           |                |                 |
| 3 | «Таинственные обезьяны» | Майк Уайт | Майк Уайт      | июль 25, 2021   |
| Пока гости «Белого лотоса» просыпаются, Паула уклончиво рассказывает о своем свидании с все более подозревающей Оливией, в то время как гаджеты Куинна смывает приливом, пока он спит на пляже. Шейн и Рэйчел занимаются сексом, но Рэйчел беспокоится, не основан ли их брак только на сексуальном влечении Шейна к ней. Чтобы утешить её, Шейн решает устроить ей романтический ужин, но Армонд, которому надоели непрекращающиеся жалобы Шейна, рекомендует для их ужина прокатиться на лодке на закате, не раскрывая, что Таня арендовала её, чтобы развеять прах своей матери в океане. На яхте Таня решает, что молодожены присоединились, чтобы поддержать её. От переизбытка эмоций и воздействия алкоголя у Тани случается нервный срыв, что приводит Шейна в ярость. Марк по-прежнему ошеломлён из-за новости о своём отце и все больше напивается, что приводит к неловким разговорам со своим сыном, Рэйчел и другими женщинами в баре, кульминацией которых является равнодушная речь, когда он присоединяется к своей семье за ужином, и отвергнутая попытка инициировать секс с Николь. Армонд также сходит с ума после пятилетней трезвости, выпивки и приема лекарств, отпускаемых по рецепту Паулы. Он флиртует с сотрудником отеля Диллоном и Марком, когда тот выражает свое любопытство по поводу анального секса. Когда гости возвращаются спать, Оливия следует за Паулой и видит, как она и Кай занимаются сексом. |                         |           |                |                 |
| 4 | «Перецентровка»         | Майк Уайт | Майк Уайт      | август 1, 2021  |
| Куинн снова просыпается на пляже и видит, как гавайцы поют и вытаскивают на берег каноэ, и он знакомится с ними. Таня сообщает Оливии и Пауле, что передала их рюкзак персоналу отеля, и когда они отлавливают Армонда, он решает вернуть его; однако после того, как Шейн сердито требует поговорить с боссом Армонда, разъяренный Армонд берет наркотики и возвращает рюкзак без них. Таня и Белинда планируют вместе поужинать, чтобы обсудить оздоровительный центр, но Таня отменяет встречу, когда ее приглашает на свидание Грег, рыбак-спортсмен, проживающий в соседней комнате. Китти, мать Шейна, прибывает в отель в разгар их медового месяца, к большому огорчению Рэйчел. Марк сообщает Куинну, что ранее изменил Николь. Однако за ужином Куинн невольно раскрывает информацию о романе Марка перед Николь. Армонд приглашает Диллона к себе в офис, чтобы принять наркотики и заняться сексом за деньги. Когда Шейн узнает, что Армонд дал ему фальшивый номер своего босса, он врывается в офис менеджера и натыкается на Армонда, делающего анилингус Диллону. |                         |           |                |                 |
| 5 | «Поедатели лотоса»      | Майк Уайт | Майк Уайт      | август 8, 2021  |
| После того, как Шейн поймал его за сексом с Диллоном, Армонд вынужден бесплатно разместить Шейна и Рэйчел в номере «Ананас», чтобы избежать неприятных последствий. Рэйчел беспокоится о том, что она стала трофейной женой после разговора с Китти, и начинает сомневаться в правильности своего решения выйти замуж за Шейна. Белинда пытается убедить Таню ознакомиться с её бизнес-планом, но Таню больше беспокоит интерес Грега к ней. Таня признается Грегу, что она эмоционально неустойчива, но Грега это не смущает. Куинну начинает нравиться грести с группой местных жителей. Паула сообщает Каю код от сейфа Моссбахеров и убеждает его украсть пару дорогих браслетов, чтобы оплатить судебный процесс против отеля. Николь упрекает Марка в том, что тот признался Куинну в своей измене. Пока Моссбахеры готовятся к подводному плаванию с аквалангом в океане, Николь не выдерживает давления из-за необходимости обеспечивать свою семью и отсутствия уважения с их стороны, и возвращается в отель, а Марк следует за ней. Без их ведома Кай уже находится в их гостиничном номере и пытается украсть браслеты. Марк спасает Николь, но его избивает Кай, который убегает. Отель компенсирует их пребывание, и Марк наконец получает уважение от Николь и детей. Оливия подозревает, что Паула может быть причастна к ограблению. |                         |           |                |                 |
| 6 | «Отлеты»                | Майк Уайт | Майк Уайт      | август 15, 2021 |
| Рэйчел говорит Шейну, что сожалеет о том, что вышла за него замуж. Таня решает остаться с Грегом, несмотря на его неизлечимую болезнь, и говорит Белинде, что хочет покончить со своей зависимостью от деловых отношений, вместо этого оставив ей большую сумму денег. Удрученная Белинда выбрасывает свой бизнес-план в мусорный бак. Кая арестовывают, а украденные драгоценности возвращают Моссбахерам, что подтверждает подозрения Оливии в отношении Паулы. Паула признает свою причастность к ограблению, но обвиняет Оливию в том, что она такая же привилегированная, как и остальные члены ее семьи. Позже они примиряются, когда Паула выражает сожаление о случившемся. Куинн говорит своим родителям, что хочет остаться на острове, чтобы присоединиться к местным гребцам, но они категорически отказываются от этого. Шейн узнает об ограблении во время разговора с Моссбахерами и звонит своему турагенту, который сообщает об этом начальнику Армонда. Это, в свою очередь, приводит к увольнению Армонда из «Белого лотоса». Армонд проводит свой последний рабочий день, сильно напиваясь и употребляя оставшиеся наркотики Оливии и Паулы. Той ночью, после подачи ужина, Армонд пробирается в номер Шейна и испражняется в его чемодан. Однако Шейн возвращается до того, как Армонд успевает уйти. Почувствовав злоумышленника, Шейн вооружается ножом для ананаса и непреднамеренно наносит удар Армонду, убивая его. На следующий день тело Армонда загружают на борт самолета обратного рейса гостей. Рэйчел прибывает в аэропорт и решает воссоединиться с Шейном, говоря, что она будет счастлива. Куинн покидает аэропорт после того, как остальные члены его семьи садятся в самолет, и присоединяется к гавайским гребцам. |                         |           |                |                 |

### Сезон 2 (2022)
| № | Название            | Режиссёр  | Автор сценария | Дата премьеры    |
| --- | ------------------- | --------- | -------------- | ---------------- |
| 1 | «Чао»               | Майк Уайт | Майк Уайт      | октябрь 30, 2022 |
| Несколько гостей отеля «Белого лотоса» на Сицилии погибли на близлежащем пляже. Неделей ранее в отель прибывает группа отдыхающих, которых встречает вспыльчивая менеджер Валентина. Среди них есть и Таня, которая сейчас состоит в натянутом браке с Грегом. Грег возмущен, узнав, что Таня взяла с собой в отпуск свою молодую помощницу Поршу; чтобы успокоить его, Таня приказывает Порше сидеть в своей комнате и оставаться вне поля зрения. Расстроенная Порша позже знакомится с Альби Ди Грассо, недавним выпускником Стэнфорда, который приехал изучать свои сицилийские корни вместе с отцом Домиником — голливудским продюсером, чей брак на грани распада из-за его многочисленных измен, — и распутным дедом Бертом. Тем временем, супружеская пара Итан и Харпер принимают приглашение о поездке на Сицилию от Кэмерона, дерзкого соседа Итана по комнате из колледжа, и его жены Дафны. Харпер раздражает пара Кэмерона и Дафны, ведь она считает их постоянные проявления привязанности неискренними. В номере Кэмерон оголяется перед Харпер, когда переодевается в плавки. Итан успокаивает Харпер и говорит, что Кэмерон, вероятно, не осознавал, что она может его видеть. Лучия, местная проститутка, пробирается в отель со своей подругой Мией и идет на встречу со своим клиентом Домиником. |                     |           |                |                  |
| 2 | «Итальянская мечта» | Майк Уайт | Майк Уайт      | ноябрь 6, 2022   |
| Доминик приглашает Лучию и Мию в отель в качестве своих гостей. Порша присоединяется к семье Ди Грассо во время посещения древнего театра Таормины, где Берт продолжает вести непристойные разговоры. Альби и Порша обсуждают свои романтические предпочтения за ужином, а позже Порша нарушает соглашение о неразглашении, раскрывая Альби грязные подробности прошлого Тани. Альби неловко целует Поршу в конце вечера. Тем временем, Берт отчитывает Доминика за «небрежность» в том, как он ведет свои внебрачные связи. Позже Доминик объясняет Лучии, что хочет преодолеть свою сексуальную зависимость, но сдается, когда она и Миа предлагают «поблагодарить» его за то, что он позволил им насладиться удобствами отеля за его счет. Итан и Харпер испытывают трудности в сексуальном влечении друг к другу во время поездки, в отличие от Кэмерон и Дафны. Позже Харпер извиняется перед Итаном за то, что ведет себя холодно, и обещает быть более дружелюбной и наслаждаться поездкой. Грег говорит Тане, что ему нужно лететь обратно в Денвер по работе. Позже она подслушивает его телефонный разговор, который он ведет, скорее всего, со своей любовницей. |                     |           |                |                  |
| 3 | «Самцы слонов»      | Майк Уайт | Майк Уайт      | ноябрь 13, 2022  |
| Берт сообщает Доминику, что заметил Лучию и Мию, выходящих из его комнаты; Доминик, чувствуя себя виноватым, разрывает отношения с Лучией. Альби пытается произвести впечатление на Поршу во время поездки со своей семьей, но Таня неожиданно вызывает ее; она очень расстроена отъездом Грега и нуждается в поддержке Порши. Таня просит пригласить таролога в свой номер, та говорит ей, что Грег любит другую. В тот вечер Альби пытается проявить инициативу с Поршей, но вместо этого ее привлекает англичанин, которого она замечает в бассейне отеля. Дафна и Харпер посещают Ното, а Кэмерон и Итан проводят день, катаясь на гидроциклах. Дафна тайно арендовала палаццо в Ното на всю ночь, где она рассказывает Харпер, что, хотя знает о неверности Кэмерона, она предпочитает не воспринимать себя жертвой. Она также намекает, что деловые партнеры Кэмерона занимаются преступной деятельностью. Разочарованный тем, что Итан не поделился с ним советами по инсайдерской торговле, Кэмерон пытается убедить Итана инвестировать в его компанию. Они выпивают, принимают экстази и проводят время с Лучией и Мией; Кэмерон занимается сексом с Лучией, но Итан отвергает Мию. |                     |           |                |                  |
| 4 | «В песочнице»       | Майк Уайт | Майк Уайт      | ноябрь 20, 2022  |
| Кэмерон платит Лучии и Мие только часть суммы. Харпер и Дафна возвращаются из Ното. Когда Харпер давит на Итана, он признается только в том, что напился, но скрывает измену Кэмерона. Харпер потрясена, обнаружив в их комнате обертку от презерватива, что скрывает от Итана. Таня подружилась с Квентином, богатым английским геем, живущим в Палермо. Он знакомит ее со своими друзьями, и она прекрасно проводит время. Порша встречает его племянника Джека, которого она ранее заметила у бассейна. Тем временем, Альби встречает Лучию, ожидая Поршу. Не подозревая, что она проститутка, которая переспала с его отцом, они начинают ладить. В то время как Лучия начинает сомневаться в своих решениях, Мия внезапно решает заняться сексом с Джузеппе, чтобы продолжить свою музыкальную карьеру, игнорируя попытки Лучии отговорить ее. Джузеппе, неспособный заниматься сексом, принимает таблетки, думая, что это виагра. Позже он теряет сознание во время вечернего выступления, и его увозит скорая помощь. Вскоре после того, как Джек и Порша уходят из бара, чтобы переспать, Альби и Лучия возвращаются в его номер, где она занимается с ним оральным сексом. |                     |           |                |                  |
| 5 | «Это Аморе»         | Майк Уайт | Майк Уайт      | ноябрь 27, 2022  |
| Итан наконец признается Харпер после того, как обнаруживает обертку от презерватива; она неохотно принимает его извинения. Две пары отправляются на дегустацию вин, во время которой все более пьяная Харпер намекает, что знает о том, что произошло. Итан обвиняет Кэмерона в «подражательном желании» из-за его привычки соблазнять каждую женщину, которая интересовала Итана в колледже. В течение дня Харпер постоянно смущает Итана. Позже за ужином Кэмерон кладет руку на ногу Харпер под столом. Альби удивляется, когда Лучия просит плату за секс прошлой ночью. Доминик пытается отговорить Альби и Лучию видеться друг с другом, но Альби влюбился в нее. К Лучии обращается мужчина по имени Алессио, которому она утверждает, что должна много денег. Альби и Лучия снова проводят ночь вместе. Заметив, что Валентина скрытая лесбиянка, Мия предлагает свои сексуальные услуги в обмен на игру на фортепиано, пока Джузеппе не поправится. Таня и Порша посещают Палермо с Квентином и его друзьями. Квентин сопровождает Таню на спектакль «Мадам Баттерфляй» в Театр Массимо. Тем временем, Джек и Порша исследуют город, обедают и сбегают после дегустации аранчини в местном ресторане, не оплатив заказ. Ночью Таня обнаруживает, что Джек занимается сексом со своим «дядей» Квентином. |                     |           |                |                  |
| 6 | «Похищения»         | Майк Уайт | Майк Уайт      | декабрь 4, 2022  |
| Итан и Харпер обсуждают взаимное отсутствие сексуального влечения, а Харпер спрашивает Итана, хочет ли он ее по-прежнему. Позже, увидев, как Харпер общается с Кэмероном на пляже, Итан начинает думать, что Харпер изменяет ему. Ди Грассо отправляются в гости к своим кровным родственникам. Альби приводит Лучию в качестве переводчика, но Алессио следует за ними. Лучия соглашается сопровождать их, несмотря на протесты Доминика. Ди Грассо прибывают в деревню своих предков и находят там семью, которую навещают без предупреждения, и три женщины разных поколений гневно прогоняют их. Берт подавлен, что счастливое воссоединение семьи не случилось. Той ночью Лучия возвращается в отель и говорит Альби, что она может бросить Алессио только после того, как заплатит ему деньги. Изабелла, сотрудница отеля, которой была увлечена Валентина, сообщает ей, что помолвлена с консьержем Рокко. После этого Валентина наслаждается своим первым лесбийским сексом с Мией. Таня намекает Порше, что Джек может не быть племянником Квентина. Квентин знакомит Таню со своим наркоторговцем Никколо; перед тем, как заняться сексом, она находит фотографию Квентина с мужчиной, похожим на Грега. Пьяный Джек признается Порше, что Квентин и его друзья уже истратили все деньги, и намекает, что Квентин спас его жизнь в обмен на секс. |                     |           |                |                  |
| 7 | «Ариведерчи»        | Майк Уайт | Майк Уайт      | декабрь 11, 2022 |
| Харпер признается Итану, что Кэмерон поцеловал ее в номере. Итан яростно нападает на Кэмерона, чуть не утопив его, прежде чем вмешивается прохожий. Итан делится своими подозрениями с Дафной, которая повторяет совет, который она дала Харпер — делать все, что заставит его чувствовать себя лучше. После этого она приглашает его присоединиться к ней на прогулку на соседний остров, возможно, чтобы заняться сексом. Воодушевленный Итан позже занимается сексом с Харпер, возрождая страсть в их браке. Альби убеждает Доминика перевести Лучии 50 тысяч евро, чтобы спасти ее от Алессио, в обмен на помощь Альби в спасении брака самого Доминика. Лучия тайно покидает Альби и празднует свою успешную аферу с Мией и Алессио. По просьбе Изабеллы, Валентина восстанавливает консьержа Рокко, которого ранее отправила работать в пляжный клуб. Она также нанимает Мию в качестве новой пианистки в ресторан отеля, что очень злит Джузеппе. Порша просыпается и обнаруживает, что ее телефон пропал; она берет телефон Джека и звонит Тане, предупреждая ее, что должно произойти что-то плохое. Таня начинает подозревать, что Грег нанял Квентина и его сообщников, чтобы убить ее и унаследовать ее состояние. Таня крадет сумку Николло, в которой находит скотч, веревку и пистолет; в панике она берет пистолет и убивает Николло, Квентина и Дидье. После этого, пытаясь сбежать с яхты, она поскальзывается, ударяется головой об лодку и тонет. На следующий день тело Тани выбрасывает на берег, его находит Дафна, а вскоре после этого находят и другие тела на яхте. Порша говорит Джеку, что знает о его отношениях с Квентином; он сердито уезжает, высадив ее возле аэропорта и предупредив, чтобы она не возвращалась в отель «Белый Лотос». В день отъезда гостей Альби и Порша встречаются в аэропорту и обмениваются номерами телефонов. |                     |           |                |                  |

### Сезон 3 (2025)
| № | Название                     | Режиссёр  | Автор сценария | Дата премьеры   |
| - | ---------------------------- | --------- | -------------- | --------------- |
| 1 | «Те же духи, новые формы»    | Майк Уайт | Майк Уайт      | 16 февраля 2025 |
| 2 | «Специальные методы лечения» | Майк Уайт | Майк Уайт      | 23 февраля 2025 |
| 3 | «Значение снов»              | Майк Уайт | Майк Уайт      | 2 марта 2025    |
| 4 | «Скрываться или искать»      | Майк Уайт | Майк Уайт      | 9 марта 2025    |
| 5 | «Вечеринка полной луны»      | Майк Уайт | Майк Уайт      | 16 марта 2025   |
| 6 | «Отрицание»                  | Майк Уайт | Майк Уайт      | 23 марта 2025   |
| 7 | «Инстинкты киллера»          | Майк Уайт | Майк Уайт      | 30 марта 2025   |
| 8 | «Amor Fati»                  | Майк Уайт | Майк Уайт      | 6 апреля 2025   |

## Производство
В октябре 2020 года HBO заказал сериал, состоящий из шести серий. Сценарий сериала написал Майк Уайт, который также стал режиссером и исполнительным продюсером. Кристобаль Тапиа де Вир — написал музыку, Бен Катчинс — оператор сериала. 10 августа 2021 года HBO продлил сериал на второй сезон. В ноябре 2022 года стало известно, что «Белый лотос» продлили на третий сезон.

### Кастинг
После объявления решения о начале съемок сериала Мюррей Бартлетт, Конни Бриттон, Дженнифер Кулидж, Александра Даддарио, Фред Хехингер, Джейк Лейси, Бриттани О’Грэйди, Наташа Ротвелл, Сидни Суини и Стив Зан были приглашены на главные роли. 30 октября 2020 года Молли Шеннон, Джон Грайз, Джолин Парди, Кекоа Кекумано и Лукас Гейдж присоединились к актерскому составу на роли второго плана. Алек Мерлино получил роль официанта.
После объявления о съемках второго сезона было сообщено, что он будет сниматься с новым составом актеров в другом отеле, принадледжащем «Белому лотосу». Майк Уайт заявил, что есть возможность для нескольких актеров из первого сезона, вернуться в качестве своих персонажей — этими актерами оказались Дженнифер Кулидж и Джон Грайз. В январе 2022 года было объявлено, что Майкл Империоли, Обри Плаза, Ф. Мюррей Абрахам, Адам Димарко, Хейли Лу Ричардсон и Том Холландер сыграют главные роли во втором сезоне. В феврале 2022 года к актерскому составу присоединились Тео Джеймс, Уилл Шарп, Меган Фэйхи и Лео Вудалл, а в марте было объявлено, что итальянские актрисы Беатрис Гранно, Сабрина Импаччаторе и Симона Табаско также сыграют во втором сезоне.
В апреле 2023 года, после объявления о продлении сериала на третий сезон, стало известно, что Наташа Ротвелл, сыгравшая спа-менеджера Белинду в первом сезоне, вернется к своей роли в новом сезоне. В январе 2024 года было объявлено, что Лесли Бибб, Джейсон Айзекс, Мишель Монаган, Паркер Поузи, Дом Хетракул, Кэрри Кун, Милош Бикович, Кристиан Фридель, Моргана О’Рейли, Лек Патравади и Шалини Пейрис присоединились к актерскому составу третьего сезона. В феврале 2024 года HBO заявило, что сотрудничество с Милошем Биковичем прекращено и его роль будет изменена.

### Съемки сериала
Большая часть сцен первого сезона сериала снимались на Гавайях в соответствии с эпидемиологическими ограничениями COVID-19. Съемки велись на курорте «Four Seasons Resort Maui» в Вайлеа. Съемки второго сезона сериала велись на Сицилии в Италии, в том числе в отеле San Domenico Palace в Таормине. Съемки третьего сезона в «Four Seasons Resort Koh Samui»

### Премьера
Премьера первого сезона состоялась 11 июля 2021 года на канале HBO. Второй сезон сериала вышел 30 октября 2022 года.

## Критика
Оба сезона сериала получили положительные отзывы критиков. На сайте Rotten Tomatoes первый сезон сериала имеет рейтинг 89 % со средней оценкой 8,4 из 10. На сайте Metacritic сериал получил 82 балла из 100 на основе отзывов 38 критиков. Второй сезон сериала получил рейтинг 94 % со средней оценкой 8,2 из 10 на Rotten Tomatoes и 81 балл из 100 на основе отзывов 40 критиков на Metacritic.

### Награды и номинации
| Год  | Награда                             | Категория                                                                | Номинант (ы)         | Результат |
| ---- | ----------------------------------- | ------------------------------------------------------------------------ | -------------------- | --------- |
| 2022 | Американский институт киноискусства | ТОП-10 лучших сериалов года                                              | «Белый лотос»        | Победа    |
| 2022 | Выбор телевизионных критиков        | Лучшая мужская роль второго плана в мини-сериале или телефильме          | Мюррей Бартлетт      | Победа    |
| 2022 | Выбор телевизионных критиков        | Лучшая женская роль второго плана в мини-сериале или телефильме          | Дженнифер Кулидж     | Победа    |
| 2022 | Золотой глобус                      | Лучшая женская роль второго плана в сериале, мини-сериале или телефильме | Дженнифер Кулидж     | Номинация |
| 2022 | Независимый дух                     | Лучшая мужская роль в новом сериале                                      | Мюррей Бартлетт      | Номинация |
| 2022 | Гильдия режиссёров Америки          | Лучший режиссёр комедийного сериала                                      | Майк Уайт            | Номинация |
| 2022 | Эмми                                | Лучший мини-сериал                                                       | «Белый лотос»        | Победа    |
| 2022 | Эмми                                | Лучшая мужская роль второго плана в мини-сериале или телефильме          | Мюррей Бартлетт      | Победа    |
| 2022 | Эмми                                | Лучшая мужская роль второго плана в мини-сериале или телефильме          | Джейк Лэси           | Номинация |
| 2022 | Эмми                                | Лучшая мужская роль второго плана в мини-сериале или телефильме          | Стив Зан             | Номинация |
| 2022 | Эмми                                | Лучшая женская роль второго плана в мини-сериале или телефильме          | Дженнифер Кулидж     | Победа    |
| 2022 | Эмми                                | Лучшая женская роль второго плана в мини-сериале или телефильме          | Конни Бриттон        | Номинация |
| 2022 | Эмми                                | Лучшая женская роль второго плана в мини-сериале или телефильме          | Наташа Ротвелл       | Номинация |
| 2022 | Эмми                                | Лучшая женская роль второго плана в мини-сериале или телефильме          | Александра Даддарио  | Номинация |
| 2022 | Эмми                                | Лучшая женская роль второго плана в мини-сериале или телефильме          | Сидни Суини          | Номинация |
| 2022 | Эмми                                | Лучший режиссёр мини-сериала или телефильма                              | Майк Уайт            | Победа    |
| 2022 | Эмми                                | Лучший сценарий мини-сериала или телефильма                              | Майк Уайт            | Победа    |
| 2022 | Гильдия продюсеров Америки          | Лучшее продюсирование мини-сериала                                       | «Белый лотос»        | Номинация |
| 2022 | Гильдия киноактёров Америки         | Лучшая мужская роль в мини-сериале или телефильме                        | Мюррей Бартлетт      | Номинация |
| 2022 | Гильдия киноактёров Америки         | Лучшая женская роль в мини-сериале или телефильме                        | Дженнифер Кулидж     | Номинация |
| 2022 | Гильдия сценаристов Америки         | Лучший оригинальный сценарий телесериала                                 | Майк Уайт            | Номинация |
| 2022 | Ассоциация телевизионных критиков   | Программа года                                                           | «Белый лотос»        | Номинация |
| 2022 | Ассоциация телевизионных критиков   | Лучшая новая программа                                                   | «Белый лотос»        | Номинация |
| 2023 | Американский институт киноискусства | ТОП-10 лучших сериалов года                                              | «Белый лотос»        | Победа    |
| 2023 | Выбор телевизионных критиков        | Лучшая женская роль второго плана в драматическом сериале                | Дженнифер Кулидж     | Победа    |
| 2023 | Золотой глобус                      | Лучший мини-сериал или телефильм                                         | «Белый лотос»        | Победа    |
| 2023 | Золотой глобус                      | Лучшая мужская роль второго плана в сериале, мини-сериале или телефильме | Ф. Мюррей Абрахам    | Номинация |
| 2023 | Золотой глобус                      | Лучшая женская роль второго плана в сериале, мини-сериале или телефильме | Дженнифер Кулидж     | Победа    |
| 2023 | Золотой глобус                      | Лучшая женская роль второго плана в сериале, мини-сериале или телефильме | Обри Плаза           | Номинация |
| 2023 | Гильдия режиссёров Америки          | Лучший режиссёр комедийного сериала                                      | Майк Уайт            | Номинация |
| 2023 | Гильдия продюсеров Америки          | Лучшее продюсирование драматического сериала                             | «Белый лотос»        | Победа    |
| 2023 | Гильдия киноактёров Америки         | Лучший актёрский состав в драматическом сериале                          | «Белый лотос»        | Победа    |
| 2023 | Гильдия киноактёров Америки         | Лучшая женская роль в драматическом сериале                              | Дженнифер Кулидж     | Победа    |
| 2023 | Гильдия сценаристов Америки         | Лучший сценарий мини-сериала                                             | Майк Уайт            | Победа    |
| 2023 | Ассоциация телевизионных критиков   | Программа года                                                           | «Белый лотос»        | Номинация |
| 2023 | Ассоциация телевизионных критиков   | Выдающиеся достижения в драме                                            | «Белый лотос»        | Номинация |
| 2023 | Эмми                                | Лучший драматический сериал                                              | «Белый лотос»        | Номинация |
| 2023 | Эмми                                | Лучшая мужская роль второго плана в драматическом сериале                | Ф. Мюррей Абрахам    | Номинация |
| 2023 | Эмми                                | Лучшая мужская роль второго плана в драматическом сериале                | Майкл Империоли      | Номинация |
| 2023 | Эмми                                | Лучшая мужская роль второго плана в драматическом сериале                | Тео Джеймс           | Номинация |
| 2023 | Эмми                                | Лучшая мужская роль второго плана в драматическом сериале                | Уилл Шарп            | Номинация |
| 2023 | Эмми                                | Лучшая женская роль второго плана в драматическом сериале                | Дженнифер Кулидж     | Победа    |
| 2023 | Эмми                                | Лучшая женская роль второго плана в драматическом сериале                | Меган Фэйхи          | Номинация |
| 2023 | Эмми                                | Лучшая женская роль второго плана в драматическом сериале                | Сабрина Импаччиаторе | Номинация |
| 2023 | Эмми                                | Лучшая женская роль второго плана в драматическом сериале                | Обри Плаза           | Номинация |
| 2023 | Эмми                                | Лучшая женская роль второго плана в драматическом сериале                | Симона Табаско       | Номинация |
| 2023 | Эмми                                | Лучший режиссёр драматического сериала                                   | Майк Уайт            | Номинация |
| 2023 | Эмми                                | Лучший сценарий драматического сериала                                   | Майк Уайт            | Номинация |

## Цензура в России
Официальный дистрибьютор контента HBO в России — платформа Amediateka — подверг цензуре сперва второй, а затем и первый сезон сериала. Из сериала были вырезаны интимная линия администратора отеля Валентины и проститутки Мии, сцены и упоминания в диалогах гомосексуального секса Джека и Квентина, что привело к потере части смысла развития сюжета. В первом сезоне размыли изображение гениталий Марка Моссбахера, вырезали сцены курения Оливии и Паулы.